# Penicillium

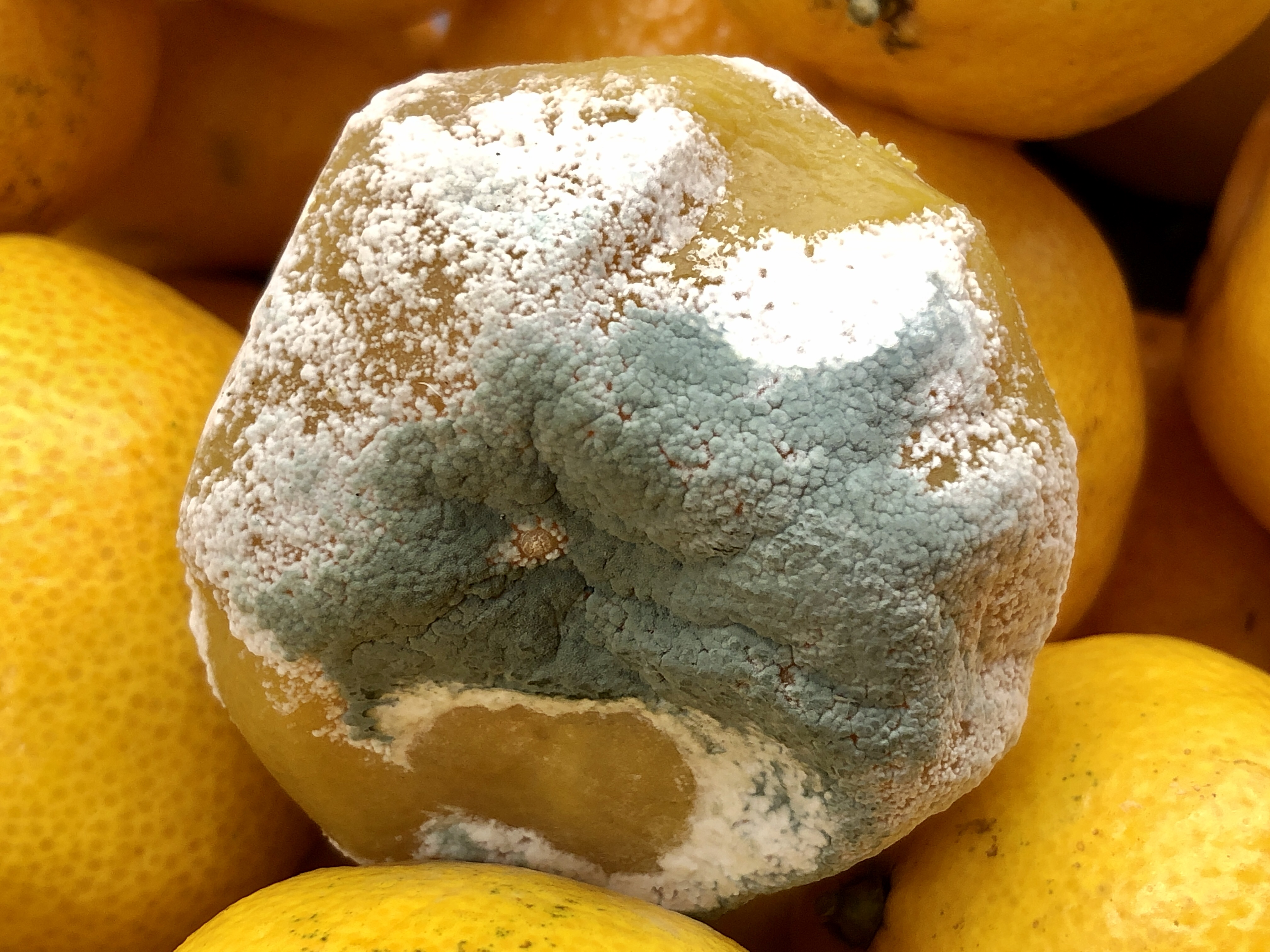
Mandarina colonizada por moho del género Penicillium

Penicillium es un género de mohos de la división Ascomycota. Incluye más de 300 especies, la especie más conocida es Penicillium chrysogenum, productora de penicilina.

## Taxonomía
La primera descripción del género Penicillium en la literatura científica fue realizada por Johann Heinrich Friedrich Link en el año 1809. Link incluyó en su trabajo tres especies: Penicillium candidum, P. expansum y P. glaucum. John I. Pitt dividió el género en cuatro subgéneros en una monografía de 1979: Aspergilloides, Biverticillium, Furcatum y Penicillium.

## Distribución
El Penicillium es un género grande que puede encontrarse casi por todas partes, siendo el género de hongos más abundante en suelos. La fácil proliferación de los Penicillium en los alimentos es un problema. Algunas especies producen toxinas, sin embargo muchas especies de Penicillium son beneficiosas para los seres humanos. Los quesos tales como el roquefort, Cabrales, brie, camembert, stilton, etc. se crean a partir de la acción de diferentes especies de Penicillium sobre la leche, y son absolutamente seguros de comer. El antibiótico penicilina es producida por el hongo Penicillium chrysogenum, un moho ambiental.

## Características
Se caracterizan por formar conidios mediante una estructura ramificada que recuerda la forma de un pincel, las ramificaciones terminan en unas células que se conocen como fialides. Las fiálides originan las esporas.
Cuando existe solamente un verticilo se denomina monoverticilado y si existen varios biverticilado, terverticilado o poliverticilado.

## Toxinas
La citreoviridina es una toxina producida por Penicillium citreonigrum, esta toxina ha provocado enfermedad aguda en humanos que han consumido arroz contaminado por el hongo. La mayor parte de los casos se han producido en Japón.
Respecto a las alergias a la penicilina producida por algunos hongos del género Penicillium, los productos alimenticios, como son los quesos producidos utilizando cepas de hongos de este género, tales como P. camembert o P. roqueforti no necesariamente implican la generación 
de una alergia

## Especies
- Penicillium bilaiae
- Penicillium brasilanum
- Penicillium camemberti
- Penicillium candida
- Penicillium cheresanum
- Penicillium chrysogenum
- Penicillium claviforme
- Penicillium crustosum
- Penicillium digitatum
- Penicillium funiculosum
- Penicillium glaucum
- Penicillium italicum
- Penicillium lacussarmientei
- Penicillium marneffei
- Penicillium notatum
- Penicillium purpurogenum
- Penicillium roqueforti
- Penicillium verrucosum
- Penicillium viridicatum